# 铃木正久
铃木正久（日语：／ Suzuki Masahisa，1912年8月7日—1969年7月14日），出生于日本千叶县习志野市，是日本卫理公会的牧师，日本基督教團执行部总会议长。1967年3月26日（复活节主日），铃木正久代表日本基督教團发表《第二次世界大战中日本基督教团责任的告白》。

## 生平
鈴木正久于1929年2月在日本的中恩卫理公会教堂由三冈九马牧师洗礼，毕业于青山學院大學神学部。
他积极参与卫理公会教堂工作，并曾担任《卫理公会日本》通讯的主编，批评日本教会领袖的机会主义民族主义，并介绍卡尔·巴特对德国教会承认战争责任的观点。1941年，他日本基督教團担任职务。
1967年复活节，他发表了《第二次世界大战中日本基督教团责任的告白》。这一声明在基督教历史中具有独特意义。
1969年7月14日，铃木正久因癌症去世。